# 金山佛学院
金山佛学院是一所位于江苏省镇江市金山江天禅寺的初级佛教院校，于1995年由慈舟法师创建。

## 历任院长
- 释慈舟（1995年-2003年）
- 释心澄（2003年-）